# Critérium du Dauphiné libéré 1999
La 51e édition du Critérium du Dauphiné libéré a eu lieu du 6 au 13 juin 1999. Elle a été remportée par le Kazakh Alexandre Vinokourov.
Lance Armstrong s'est vu retirer après sa retraite sportive le bénéfice des résultats obtenus à partir du mois d'août 1998, en raison de plusieurs infractions à la réglementation antidopage, révélées par l'Agence américaine antidopage (USADA). Sa huitième place et sa victoire d'étape lui sont donc retirées.

## Présentation

### Équipes
Quatorze équipes participent au Critérium du Dauphiné.
| Groupes sportifs I (9)- Banesto - Casino - Cofidis-Le Crédit par Téléphone - Crédit agricole - Festina-Lotus - La Française des jeux - Lotto-Mobistar - US Postal Service - Vitalicio Seguros-Grupo Generali Groupes sportifs II (3)- BigMat-Auber 93 - Euskaltel-Euskadi - Home Market-Ville de Charleroi |
| |

## Déroulement de la course
Attaquant infatigable, Alexandre Vinokourov remporte cette course en parvenant à devancer Jonathan Vaughters, vainqueur au Mont Ventoux, dans l'avant-dernière étape. Les coureurs français se montrent à leur avantage en trustant les victoires d'étapes.

## Parcours et résultats
| Étape     | Date    | Villes étapes                       | type                        | Distance (km) | Vainqueur d'étape    | Leader du classement général |
| --------- | ------- | ----------------------------------- | --------------------------- | ------------- | -------------------- | ---------------------------- |
| Prologue  | 6 juin  | Autun – Autun                       | prologue                    | 6,8           | Lance Armstrong      | Lance Armstrong              |
| 1re étape | 7 juin  | Autun – La Tour-de-Salvagny         |                             | 208           | Christophe Oriol     | Lance Armstrong              |
| 2e étape  | 8 juin  | Lyon – Privas                       |                             | 164           | Alexandre Vinokourov | Alexandre Vinokourov         |
| 3e étape  | 9 juin  | Bédoin – mont Ventoux               | contre-la-montre individuel | 21            | Jonathan Vaughters   | Jonathan Vaughters           |
| 4e étape  | 10 juin | Beaumes-de-Venise – Digne-les-Bains |                             | 203           | Laurent Desbiens     | Jonathan Vaughters           |
| 5e étape  | 11 juin | Digne-les-Bains – Grenoble          |                             | 213           | Laurent Madouas      | Jonathan Vaughters           |
| 6e étape  | 12 juin | Challes-les-Eaux – Plaine Joux      |                             | 177           | David Moncoutié      | Alexandre Vinokourov         |
| 7e étape  | 13 juin | Sallanches – Aix-les-Bains          |                             | 148           | Christophe Bassons   | Alexandre Vinokourov         |

## Étapes

### Prologue
Le prologue s'est déroulé le 6 juin 1999 dans les rues d'Autun. 
Le revenant Lance Armstrong s'impose tandis que Chris Boardman, favori annoncé et vainqueur des cinq derniers prologues du Critérium du Dauphiné, ne termine qu'à la 17e place.
| \| Classement de l'étape \| Classement de l'étape \| Classement de l'étape \| Classement de l'étape \| Classement de l'étape \| \| Coureur \| Coureur \| Pays \| Équipe \| Temps \| \| --------------------- \| --------------------- \| --------------------- \| -------------------------------- \| --------------------- \| \| 1er \| Lance Armstrong \| États-Unis \| US Postal Service \| DQ \| \| 2e \| Laurent Brochard \| France \| Festina-Lotus \| + 2 s \| \| 3e \| Alexandre Vinokourov \| Kazakhstan \| Casino \| + 7 s \| \| 4e \| Stéphane Heulot \| France \| La Française des jeux \| + 7 s \| \| 5e \| Tyler Hamilton \| États-Unis \| US Postal Service \| + 8 s \| \| 6e \| Rik Verbrugghe \| Belgique \| Lotto-Mobistar \| + 9 s \| \| 7e \| Christophe Moreau \| France \| Festina-Lotus \| + 9 s \| \| 8e \| Wladimir Belli \| Italie \| Festina-Lotus \| + 9 s \| \| 9e \| Laurent Lefèvre \| France \| Festina-Lotus \| + 11 s \| \| 10e \| Ángel Casero \| Espagne \| Vitalicio Seguros-Grupo Generali \| + 12 s \| |                      |            |                                  |        |
| |                      |            |                                  |        |
| |                      |            |                                  |        |
| Classement de l'étape |                      |            |                                  |        |
| Coureur | Coureur              | Pays       | Équipe                           | Temps  |
| 1er | Lance Armstrong      | États-Unis | US Postal Service                | DQ     |
| 2e | Laurent Brochard     | France     | Festina-Lotus                    | + 2 s  |
| 3e | Alexandre Vinokourov | Kazakhstan | Casino                           | + 7 s  |
| 4e | Stéphane Heulot      | France     | La Française des jeux            | + 7 s  |
| 5e | Tyler Hamilton       | États-Unis | US Postal Service                | + 8 s  |
| 6e | Rik Verbrugghe       | Belgique   | Lotto-Mobistar                   | + 9 s  |
| 7e | Christophe Moreau    | France     | Festina-Lotus                    | + 9 s  |
| 8e | Wladimir Belli       | Italie     | Festina-Lotus                    | + 9 s  |
| 9e | Laurent Lefèvre      | France     | Festina-Lotus                    | + 11 s |
| 10e | Ángel Casero         | Espagne    | Vitalicio Seguros-Grupo Generali | + 12 s |

| \| Classement général \| Classement général \| Classement général \| Classement général \| Classement général \| \| Coureur \| Coureur \| Pays \| Équipe \| Temps \| \| ------------------ \| -------------------- \| ------------------ \| -------------------------------- \| ------------------ \| \| 1er \| Lance Armstrong \| États-Unis \| US Postal Service \| DQ \| \| 2e \| Laurent Brochard \| France \| Festina-Lotus \| + 2 s \| \| 3e \| Alexandre Vinokourov \| Kazakhstan \| Casino \| + 7 s \| \| 4e \| Stéphane Heulot \| France \| La Française des jeux \| + 7 s \| \| 5e \| Tyler Hamilton \| États-Unis \| US Postal Service \| + 8 s \| \| 6e \| Rik Verbrugghe \| Belgique \| Lotto-Mobistar \| + 9 s \| \| 7e \| Christophe Moreau \| France \| Festina-Lotus \| + 9 s \| \| 8e \| Wladimir Belli \| Italie \| Festina-Lotus \| + 9 s \| \| 9e \| Laurent Lefèvre \| France \| Festina-Lotus \| + 11 s \| \| 10e \| Ángel Casero \| Espagne \| Vitalicio Seguros-Grupo Generali \| + 12 s \| |                      |            |                                  |        |
| |                      |            |                                  |        |
| |                      |            |                                  |        |
| Classement général |                      |            |                                  |        |
| Coureur | Coureur              | Pays       | Équipe                           | Temps  |
| 1er | Lance Armstrong      | États-Unis | US Postal Service                | DQ     |
| 2e | Laurent Brochard     | France     | Festina-Lotus                    | + 2 s  |
| 3e | Alexandre Vinokourov | Kazakhstan | Casino                           | + 7 s  |
| 4e | Stéphane Heulot      | France     | La Française des jeux            | + 7 s  |
| 5e | Tyler Hamilton       | États-Unis | US Postal Service                | + 8 s  |
| 6e | Rik Verbrugghe       | Belgique   | Lotto-Mobistar                   | + 9 s  |
| 7e | Christophe Moreau    | France     | Festina-Lotus                    | + 9 s  |
| 8e | Wladimir Belli       | Italie     | Festina-Lotus                    | + 9 s  |
| 9e | Laurent Lefèvre      | France     | Festina-Lotus                    | + 11 s |
| 10e | Ángel Casero         | Espagne    | Vitalicio Seguros-Grupo Generali | + 12 s |

### 1reétape
La première étape s'est déroulée le 7 juin 1999 entre Autun et La Tour-de-Salvagny. 
Elle voit la première victoire professionnelle du "régional de l'étape", Christophe Oriol, qui s'impose en solitaire après un démarrage opportun à 4 km de l'arrivée. Lance Armstrong conserve le maillot jaune et bleu de leader.
| \| Classement de l'étape \| Classement de l'étape \| Classement de l'étape \| Classement de l'étape \| Classement de l'étape \| \| Coureur \| Coureur \| Pays \| Équipe \| Temps \| \| --------------------- \| --------------------- \| --------------------- \| --------------------- \| --------------------- \| \| 1er \| Christophe Oriol \| France \| Casino \| 5 h 35 min 01 s \| \| 2e \| Christophe Capelle \| France \| BigMat-Auber 93 \| + 7 s \| \| 3e \| Francisco Mancebo \| Espagne \| Banesto \| + 7 s \| \| 4e \| Alexandre Vinokourov \| Kazakhstan \| Casino \| + 7 s \| \| 5e \| Jon Odriozola \| Espagne \| Banesto \| + 7 s \| \| 6e \| Sébastien Hinault \| France \| Crédit Agricole \| + 7 s \| \| 7e \| Damien Nazon \| France \| La Française des jeux \| + 7 s \| \| 8e \| Joseba Beloki \| Espagne \| Euskaltel-Euskadi \| + 7 s \| \| 9e \| Glenn Magnusson \| Suède \| US Postal Service \| + 7 s \| \| 10e \| François Simon \| France \| Crédit Agricole \| + 7 s \| |                      |            |                       |                 |
| |                      |            |                       |                 |
| |                      |            |                       |                 |
| Classement de l'étape |                      |            |                       |                 |
| Coureur | Coureur              | Pays       | Équipe                | Temps           |
| 1er | Christophe Oriol     | France     | Casino                | 5 h 35 min 01 s |
| 2e | Christophe Capelle   | France     | BigMat-Auber 93       | + 7 s           |
| 3e | Francisco Mancebo    | Espagne    | Banesto               | + 7 s           |
| 4e | Alexandre Vinokourov | Kazakhstan | Casino                | + 7 s           |
| 5e | Jon Odriozola        | Espagne    | Banesto               | + 7 s           |
| 6e | Sébastien Hinault    | France     | Crédit Agricole       | + 7 s           |
| 7e | Damien Nazon         | France     | La Française des jeux | + 7 s           |
| 8e | Joseba Beloki        | Espagne    | Euskaltel-Euskadi     | + 7 s           |
| 9e | Glenn Magnusson      | Suède      | US Postal Service     | + 7 s           |
| 10e | François Simon       | France     | Crédit Agricole       | + 7 s           |

| \| Classement général \| Classement général \| Classement général \| Classement général \| Classement général \| \| Coureur \| Coureur \| Pays \| Équipe \| Temps \| \| ------------------ \| -------------------- \| ------------------ \| -------------------------------- \| ------------------ \| \| 1er \| Lance Armstrong \| États-Unis \| US Postal Service \| DQ \| \| 2e \| Laurent Brochard \| France \| Festina-Lotus \| + 3 s \| \| 3e \| Alexandre Vinokourov \| Kazakhstan \| Casino \| + 8 s \| \| 4e \| Stéphane Heulot \| France \| La Française des jeux \| + 8 s \| \| 5e \| Tyler Hamilton \| États-Unis \| US Postal Service \| + 9 s \| \| 6e \| Christophe Oriol \| France \| Casino \| + 10 s \| \| 7e \| Rik Verbrugghe \| Belgique \| Lotto-Mobistar \| + 10 s \| \| 8e \| Christophe Moreau \| France \| Festina-Lotus \| + 10 s \| \| 9e \| Wladimir Belli \| Italie \| Festina-Lotus \| + 11 s \| \| 10e \| Ángel Casero \| Espagne \| Vitalicio Seguros-Grupo Generali \| + 14 s \| |                      |            |                                  |        |
| |                      |            |                                  |        |
| |                      |            |                                  |        |
| Classement général |                      |            |                                  |        |
| Coureur | Coureur              | Pays       | Équipe                           | Temps  |
| 1er | Lance Armstrong      | États-Unis | US Postal Service                | DQ     |
| 2e | Laurent Brochard     | France     | Festina-Lotus                    | + 3 s  |
| 3e | Alexandre Vinokourov | Kazakhstan | Casino                           | + 8 s  |
| 4e | Stéphane Heulot      | France     | La Française des jeux            | + 8 s  |
| 5e | Tyler Hamilton       | États-Unis | US Postal Service                | + 9 s  |
| 6e | Christophe Oriol     | France     | Casino                           | + 10 s |
| 7e | Rik Verbrugghe       | Belgique   | Lotto-Mobistar                   | + 10 s |
| 8e | Christophe Moreau    | France     | Festina-Lotus                    | + 10 s |
| 9e | Wladimir Belli       | Italie     | Festina-Lotus                    | + 11 s |
| 10e | Ángel Casero         | Espagne    | Vitalicio Seguros-Grupo Generali | + 14 s |

### 2eétape
Porteur du maillot vert, le jeune Kazakh Alexandre Vinokourov remporte cette étape en solitaire et s'empare du maillot de leader. Il a devancé ses compagnons d'échappée dans les derniers kilomètres. Le peloton où figurait Lance Armstrong termine avec un retard important de 3 minutes et 39 secondes.
| \| Classement de l'étape \| Classement de l'étape \| Classement de l'étape \| Classement de l'étape \| Classement de l'étape \| \| Coureur \| Coureur \| Pays \| Équipe \| Temps \| \| --------------------- \| --------------------- \| --------------------- \| --------------------- \| --------------------- \| \| 1er \| Alexandre Vinokourov \| Kazakhstan \| Casino \| 3 h 38 min 24 s \| \| 2e \| François Simon \| France \| Crédit Agricole \| + 5 s \| \| 3e \| Stéphane Heulot \| France \| La Française des jeux \| + 9 s \| \| 4e \| Jonathan Vaughters \| États-Unis \| US Postal Service \| + 9 s \| \| 5e \| Francisco Mancebo \| Espagne \| Banesto \| + 11 s \| \| 6e \| Anthony Langella \| France \| Crédit Agricole \| + 18 s \| \| 7e \| Thierry Bourguignon \| France \| BigMat-Auber 93 \| + 18 s \| \| 8e \| Fabrice Gougot \| France \| Casino \| + 18 s \| \| 9e \| Carlos Da Cruz \| France \| BigMat-Auber 93 \| + 27 s \| \| 10e \| Philippe Bordenave \| France \| BigMat-Auber 93 \| + 34 s \| |                      |            |                       |                 |
| |                      |            |                       |                 |
| |                      |            |                       |                 |
| Classement de l'étape |                      |            |                       |                 |
| Coureur | Coureur              | Pays       | Équipe                | Temps           |
| 1er | Alexandre Vinokourov | Kazakhstan | Casino                | 3 h 38 min 24 s |
| 2e | François Simon       | France     | Crédit Agricole       | + 5 s           |
| 3e | Stéphane Heulot      | France     | La Française des jeux | + 9 s           |
| 4e | Jonathan Vaughters   | États-Unis | US Postal Service     | + 9 s           |
| 5e | Francisco Mancebo    | Espagne    | Banesto               | + 11 s          |
| 6e | Anthony Langella     | France     | Crédit Agricole       | + 18 s          |
| 7e | Thierry Bourguignon  | France     | BigMat-Auber 93       | + 18 s          |
| 8e | Fabrice Gougot       | France     | Casino                | + 18 s          |
| 9e | Carlos Da Cruz       | France     | BigMat-Auber 93       | + 27 s          |
| 10e | Philippe Bordenave   | France     | BigMat-Auber 93       | + 34 s          |

| \| Classement général \| Classement général \| Classement général \| Classement général \| Classement général \| \| Coureur \| Coureur \| Pays \| Équipe \| Temps \| \| ------------------ \| -------------------- \| ------------------ \| --------------------- \| ------------------ \| \| 1er \| Alexandre Vinokourov \| Kazakhstan \| Casino \| 9 h 22 min 33 s \| \| 2e \| Stéphane Heulot \| France \| La Française des jeux \| + 17 s \| \| 3e \| François Simon \| France \| Crédit Agricole \| + 30 s \| \| 4e \| Jonathan Vaughters \| États-Unis \| US Postal Service \| + 36 s \| \| 5e \| Francisco Mancebo \| Espagne \| Banesto \| + 52 s \| \| 6e \| Thierry Bourguignon \| France \| BigMat-Auber 93 \| + 1 min 00 s \| \| 7e \| Fabrice Gougot \| France \| Casino \| + 1 min 00 s \| \| 8e \| Anthony Langella \| France \| Crédit Agricole \| + 1 min 07 s \| \| 9e \| Carlos Da Cruz \| France \| BigMat-Auber 93 \| + 1 min 33 s \| \| 10e \| Philippe Bordenave \| France \| BigMat-Auber 93 \| + 1 min 49 s \| |                      |            |                       |                 |
| |                      |            |                       |                 |
| |                      |            |                       |                 |
| Classement général |                      |            |                       |                 |
| Coureur | Coureur              | Pays       | Équipe                | Temps           |
| 1er | Alexandre Vinokourov | Kazakhstan | Casino                | 9 h 22 min 33 s |
| 2e | Stéphane Heulot      | France     | La Française des jeux | + 17 s          |
| 3e | François Simon       | France     | Crédit Agricole       | + 30 s          |
| 4e | Jonathan Vaughters   | États-Unis | US Postal Service     | + 36 s          |
| 5e | Francisco Mancebo    | Espagne    | Banesto               | + 52 s          |
| 6e | Thierry Bourguignon  | France     | BigMat-Auber 93       | + 1 min 00 s    |
| 7e | Fabrice Gougot       | France     | Casino                | + 1 min 00 s    |
| 8e | Anthony Langella     | France     | Crédit Agricole       | + 1 min 07 s    |
| 9e | Carlos Da Cruz       | France     | BigMat-Auber 93       | + 1 min 33 s    |
| 10e | Philippe Bordenave   | France     | BigMat-Auber 93       | + 1 min 49 s    |

### 3eétape
Victoire inattendue de l'Américain Jonathan Vaughters dans cette ascension contre-la-montre du Mont Ventoux. Il s'empare du maillot de leader devant Alexandre Vinokourov, 2e au général à seulement 7 secondes. La victoire finale se jouera entre ces deux coureurs, tous les autres étant relégués à plus de 4 minutes.
| \| Classement de l'étape \| Classement de l'étape \| Classement de l'étape \| Classement de l'étape \| Classement de l'étape \| \| Coureur \| Coureur \| Pays \| Équipe \| Temps \| \| --------------------- \| --------------------- \| --------------------- \| ------------------------------- \| --------------------- \| \| 1er \| Jonathan Vaughters \| États-Unis \| US Postal Service \| + 56 min 51 s \| \| 2e \| Alexandre Vinokourov \| Kazakhstan \| Casino \| + 43 s \| \| 3e \| Wladimir Belli \| Italie \| Festina-Lotus \| + 44 s \| \| 4e \| Joseba Beloki \| Espagne \| Euskaltel-Euskadi \| + 52 s \| \| 5e \| Lance Armstrong \| États-Unis \| US Postal Service \| DQ \| \| 6e \| Kevin Livingston \| États-Unis \| US Postal Service \| + 1 min 26 s \| \| 7e \| David Moncoutié \| France \| Cofidis-Le Crédit par Téléphone \| + 1 min 41 s \| \| 8e \| Unai Osa \| Espagne \| Banesto \| + 2 min 01 s \| \| 9e \| Tyler Hamilton \| États-Unis \| US Postal Service \| + 2 min 18 s \| \| 10e \| Roberto Laiseka \| Espagne \| Euskaltel-Euskadi \| + 2 min 18 s \| |                      |            |                                 |               |
| |                      |            |                                 |               |
| |                      |            |                                 |               |
| Classement de l'étape |                      |            |                                 |               |
| Coureur | Coureur              | Pays       | Équipe                          | Temps         |
| 1er | Jonathan Vaughters   | États-Unis | US Postal Service               | + 56 min 51 s |
| 2e | Alexandre Vinokourov | Kazakhstan | Casino                          | + 43 s        |
| 3e | Wladimir Belli       | Italie     | Festina-Lotus                   | + 44 s        |
| 4e | Joseba Beloki        | Espagne    | Euskaltel-Euskadi               | + 52 s        |
| 5e | Lance Armstrong      | États-Unis | US Postal Service               | DQ            |
| 6e | Kevin Livingston     | États-Unis | US Postal Service               | + 1 min 26 s  |
| 7e | David Moncoutié      | France     | Cofidis-Le Crédit par Téléphone | + 1 min 41 s  |
| 8e | Unai Osa             | Espagne    | Banesto                         | + 2 min 01 s  |
| 9e | Tyler Hamilton       | États-Unis | US Postal Service               | + 2 min 18 s  |
| 10e | Roberto Laiseka      | Espagne    | Euskaltel-Euskadi               | + 2 min 18 s  |

| \| Classement général \| Classement général \| Classement général \| Classement général \| Classement général \| \| Coureur \| Coureur \| Pays \| Équipe \| Temps \| \| ------------------ \| -------------------- \| ------------------ \| --------------------- \| ------------------ \| \| 1er \| Jonathan Vaughters \| États-Unis \| US Postal Service \| 10 h 19 min 59 s \| \| 2e \| Alexandre Vinokourov \| Kazakhstan \| Casino \| + 7 s \| \| 3e \| Wladimir Belli \| Italie \| Festina-Lotus \| + 4 min 06 s \| \| 4e \| Stéphane Heulot \| France \| La Française des jeux \| + 4 min 11 s \| \| 5e \| Lance Armstrong \| États-Unis \| US Postal Service \| DQ \| \| 6e \| Joseba Beloki \| Espagne \| Euskaltel-Euskadi \| + 4 min 19 s \| \| 7e \| Kevin Livingston \| États-Unis \| US Postal Service \| + 5 min 09 s \| \| 8e \| François Simon \| France \| Crédit Agricole \| + 5 min 25 s \| \| 9e \| Tyler Hamilton \| États-Unis \| US Postal Service \| + 5 min 39 s \| \| 10e \| Unai Osa \| Espagne \| Banesto \| + 5 min 42 s \| |                      |            |                       |                  |
| |                      |            |                       |                  |
| |                      |            |                       |                  |
| Classement général |                      |            |                       |                  |
| Coureur | Coureur              | Pays       | Équipe                | Temps            |
| 1er | Jonathan Vaughters   | États-Unis | US Postal Service     | 10 h 19 min 59 s |
| 2e | Alexandre Vinokourov | Kazakhstan | Casino                | + 7 s            |
| 3e | Wladimir Belli       | Italie     | Festina-Lotus         | + 4 min 06 s     |
| 4e | Stéphane Heulot      | France     | La Française des jeux | + 4 min 11 s     |
| 5e | Lance Armstrong      | États-Unis | US Postal Service     | DQ               |
| 6e | Joseba Beloki        | Espagne    | Euskaltel-Euskadi     | + 4 min 19 s     |
| 7e | Kevin Livingston     | États-Unis | US Postal Service     | + 5 min 09 s     |
| 8e | François Simon       | France     | Crédit Agricole       | + 5 min 25 s     |
| 9e | Tyler Hamilton       | États-Unis | US Postal Service     | + 5 min 39 s     |
| 10e | Unai Osa             | Espagne    | Banesto               | + 5 min 42 s     |

### 4eétape
Laurent Desbiens s'impose en solitaire après avoir lâché ses deux compagnons d'échappée Peter Wuyts et Damien Nazon dans la dernière ascension de la journée. Jonathan Vaughters conserve le maillot de leader.
| \| Classement de l'étape \| Classement de l'étape \| Classement de l'étape \| Classement de l'étape \| Classement de l'étape \| \| Coureur \| Coureur \| Pays \| Équipe \| Temps \| \| --------------------- \| --------------------- \| --------------------- \| ------------------------------- \| --------------------- \| \| 1er \| Laurent Desbiens \| France \| Cofidis-Le Crédit par Téléphone \| 5 h 04 min 46 s \| \| 2e \| Peter Wuyts \| Belgique \| Lotto-Mobistar \| + 1 min 09 s \| \| 3e \| Damien Nazon \| France \| La Française des jeux \| + 3 min 03 s \| \| 4e \| Unai Osa \| Espagne \| Banesto \| + 3 min 40 s \| \| 5e \| Stéphane Heulot \| France \| La Française des jeux \| + 3 min 40 s \| \| 6e \| Geert Verheyen \| Belgique \| Lotto-Mobistar \| + 4 min 19 s \| \| 7e \| Laurent Brochard \| France \| Festina-Lotus \| + 4 min 19 s \| \| 8e \| Alexandre Vinokourov \| Kazakhstan \| Casino \| + 4 min 19 s \| \| 9e \| Pascal Chanteur \| France \| Casino \| + 4 min 19 s \| \| 10e \| François Simon \| France \| Crédit Agricole \| + 4 min 19 s \| |                      |            |                                 |                 |
| |                      |            |                                 |                 |
| |                      |            |                                 |                 |
| Classement de l'étape |                      |            |                                 |                 |
| Coureur | Coureur              | Pays       | Équipe                          | Temps           |
| 1er | Laurent Desbiens     | France     | Cofidis-Le Crédit par Téléphone | 5 h 04 min 46 s |
| 2e | Peter Wuyts          | Belgique   | Lotto-Mobistar                  | + 1 min 09 s    |
| 3e | Damien Nazon         | France     | La Française des jeux           | + 3 min 03 s    |
| 4e | Unai Osa             | Espagne    | Banesto                         | + 3 min 40 s    |
| 5e | Stéphane Heulot      | France     | La Française des jeux           | + 3 min 40 s    |
| 6e | Geert Verheyen       | Belgique   | Lotto-Mobistar                  | + 4 min 19 s    |
| 7e | Laurent Brochard     | France     | Festina-Lotus                   | + 4 min 19 s    |
| 8e | Alexandre Vinokourov | Kazakhstan | Casino                          | + 4 min 19 s    |
| 9e | Pascal Chanteur      | France     | Casino                          | + 4 min 19 s    |
| 10e | François Simon       | France     | Crédit Agricole                 | + 4 min 19 s    |

| \| Classement général \| Classement général \| Classement général \| Classement général \| Classement général \| \| Coureur \| Coureur \| Pays \| Équipe \| Temps \| \| ------------------ \| -------------------- \| ------------------ \| --------------------- \| ------------------ \| \| 1er \| Jonathan Vaughters \| États-Unis \| US Postal Service \| 15 h 29 min 04 s \| \| 2e \| Alexandre Vinokourov \| Kazakhstan \| Casino \| + 7 s \| \| 3e \| Stéphane Heulot \| France \| La Française des jeux \| + 3 min 32 s \| \| 4e \| Wladimir Belli \| Italie \| Festina-Lotus \| + 4 min 06 s \| \| 5e \| Lance Armstrong \| États-Unis \| US Postal Service \| + 4 min 13 s \| \| 6e \| Joseba Beloki \| Espagne \| Euskaltel-Euskadi \| + 4 min 19 s \| \| 7e \| Unai Osa \| Espagne \| Banesto \| + 5 min 03 s \| \| 8e \| Kevin Livingston \| États-Unis \| US Postal Service \| + 5 min 09 s \| \| 9e \| François Simon \| France \| Crédit Agricole \| + 5 min 25 s \| \| 10e \| Tyler Hamilton \| États-Unis \| US Postal Service \| + 5 min 39 s \| |                      |            |                       |                  |
| |                      |            |                       |                  |
| |                      |            |                       |                  |
| Classement général |                      |            |                       |                  |
| Coureur | Coureur              | Pays       | Équipe                | Temps            |
| 1er | Jonathan Vaughters   | États-Unis | US Postal Service     | 15 h 29 min 04 s |
| 2e | Alexandre Vinokourov | Kazakhstan | Casino                | + 7 s            |
| 3e | Stéphane Heulot      | France     | La Française des jeux | + 3 min 32 s     |
| 4e | Wladimir Belli       | Italie     | Festina-Lotus         | + 4 min 06 s     |
| 5e | Lance Armstrong      | États-Unis | US Postal Service     | + 4 min 13 s     |
| 6e | Joseba Beloki        | Espagne    | Euskaltel-Euskadi     | + 4 min 19 s     |
| 7e | Unai Osa             | Espagne    | Banesto               | + 5 min 03 s     |
| 8e | Kevin Livingston     | États-Unis | US Postal Service     | + 5 min 09 s     |
| 9e | François Simon       | France     | Crédit Agricole       | + 5 min 25 s     |
| 10e | Tyler Hamilton       | États-Unis | US Postal Service     | + 5 min 39 s     |

### 5eétape
Laurent Madouas s'impose au sprint devant Lylian Lebreton. Les deux coureurs ont parcouru quasiment toute l'étape en tête, s'échappant dès le troisième kilomètre. Jonathan Vaughters conserve le maillot de leader.
| \| Classement de l'étape \| Classement de l'étape \| Classement de l'étape \| Classement de l'étape \| Classement de l'étape \| \| Coureur \| Coureur \| Pays \| Équipe \| Temps \| \| --------------------- \| --------------------- \| --------------------- \| --------------------- \| --------------------- \| \| 1er \| Laurent Madouas \| France \| Festina-Lotus \| 5 h 45 min 46 s \| \| 2e \| Lylian Lebreton \| France \| BigMat-Auber 93 \| + 0 s \| \| 3e \| Stéphane Barthe \| France \| Casino \| + 7 min 01 s \| \| 4e \| Christophe Capelle \| France \| BigMat-Auber 93 \| + 7 min 01 s \| \| 5e \| Damien Nazon \| France \| La Française des jeux \| + 7 min 01 s \| \| 6e \| Frédéric Moncassin \| France \| Crédit Agricole \| + 7 min 01 s \| \| 7e \| Sébastien Hinault \| France \| Crédit Agricole \| + 7 min 01 s \| \| 8e \| Wladimir Belli \| Italie \| Festina-Lotus \| + 7 min 01 s \| \| 9e \| Christophe Moreau \| France \| Festina-Lotus \| + 7 min 01 s \| \| 10e \| Geert Verheyen \| Belgique \| Lotto-Mobistar \| + 7 min 01 s \| |                    |          |                       |                 |
| |                    |          |                       |                 |
| |                    |          |                       |                 |
| Classement de l'étape |                    |          |                       |                 |
| Coureur | Coureur            | Pays     | Équipe                | Temps           |
| 1er | Laurent Madouas    | France   | Festina-Lotus         | 5 h 45 min 46 s |
| 2e | Lylian Lebreton    | France   | BigMat-Auber 93       | + 0 s           |
| 3e | Stéphane Barthe    | France   | Casino                | + 7 min 01 s    |
| 4e | Christophe Capelle | France   | BigMat-Auber 93       | + 7 min 01 s    |
| 5e | Damien Nazon       | France   | La Française des jeux | + 7 min 01 s    |
| 6e | Frédéric Moncassin | France   | Crédit Agricole       | + 7 min 01 s    |
| 7e | Sébastien Hinault  | France   | Crédit Agricole       | + 7 min 01 s    |
| 8e | Wladimir Belli     | Italie   | Festina-Lotus         | + 7 min 01 s    |
| 9e | Christophe Moreau  | France   | Festina-Lotus         | + 7 min 01 s    |
| 10e | Geert Verheyen     | Belgique | Lotto-Mobistar        | + 7 min 01 s    |

| \| Classement général \| Classement général \| Classement général \| Classement général \| Classement général \| \| Coureur \| Coureur \| Pays \| Équipe \| Temps \| \| ------------------ \| -------------------- \| ------------------ \| --------------------- \| ------------------ \| \| 1er \| Jonathan Vaughters \| États-Unis \| US Postal Service \| 21 h 21 min 51 s \| \| 2e \| Alexandre Vinokourov \| Kazakhstan \| Casino \| + 7 s \| \| 3e \| Stéphane Heulot \| France \| La Française des jeux \| + 3 min 32 s \| \| 4e \| Wladimir Belli \| Italie \| Festina-Lotus \| + 4 min 06 s \| \| 5e \| Lance Armstrong \| États-Unis \| US Postal Service \| + 4 min 13 s \| \| 6e \| Joseba Beloki \| Espagne \| Euskaltel-Euskadi \| + 4 min 19 s \| \| 7e \| Unai Osa \| Espagne \| Banesto \| + 5 min 03 s \| \| 8e \| Kevin Livingston \| États-Unis \| US Postal Service \| + 5 min 09 s \| \| 9e \| François Simon \| France \| Crédit Agricole \| + 5 min 25 s \| \| 10e \| Tyler Hamilton \| États-Unis \| US Postal Service \| + 5 min 39 s \| |                      |            |                       |                  |
| |                      |            |                       |                  |
| |                      |            |                       |                  |
| Classement général |                      |            |                       |                  |
| Coureur | Coureur              | Pays       | Équipe                | Temps            |
| 1er | Jonathan Vaughters   | États-Unis | US Postal Service     | 21 h 21 min 51 s |
| 2e | Alexandre Vinokourov | Kazakhstan | Casino                | + 7 s            |
| 3e | Stéphane Heulot      | France     | La Française des jeux | + 3 min 32 s     |
| 4e | Wladimir Belli       | Italie     | Festina-Lotus         | + 4 min 06 s     |
| 5e | Lance Armstrong      | États-Unis | US Postal Service     | + 4 min 13 s     |
| 6e | Joseba Beloki        | Espagne    | Euskaltel-Euskadi     | + 4 min 19 s     |
| 7e | Unai Osa             | Espagne    | Banesto               | + 5 min 03 s     |
| 8e | Kevin Livingston     | États-Unis | US Postal Service     | + 5 min 09 s     |
| 9e | François Simon       | France     | Crédit Agricole       | + 5 min 25 s     |
| 10e | Tyler Hamilton       | États-Unis | US Postal Service     | + 5 min 39 s     |

### 6eétape
Après Christophe Oriol lors de la première étape, c'est un nouveau jeune coureur français qui remporte sa première victoire chez les professionnels : David Moncoutié.
Irrésistible dans l'ascension vers la station Passy Plaine-Joux, David Moncoutié reprend 1 minute en quelques kilomètres à Cédric Vasseur et Kevin Livingston, échappés depuis le col de la Colombière.

À l'arrière, Alexandre Vinokourov multiplie les attaques et parvient finalement à décrocher Jonathan Vaughters pour aller récupérer le maillot jaune et bleu de leader.
| \| Classement de l'étape \| Classement de l'étape \| Classement de l'étape \| Classement de l'étape \| Classement de l'étape \| \| Coureur \| Coureur \| Pays \| Équipe \| Temps \| \| --------------------- \| --------------------- \| --------------------- \| ------------------------------- \| --------------------- \| \| 1er \| David Moncoutié \| France \| Cofidis-Le Crédit par Téléphone \| 5 h 03 min 29 s \| \| 2e \| Kevin Livingston \| États-Unis \| US Postal Service \| + 0 s \| \| 3e \| Joseba Beloki \| Espagne \| Euskaltel-Euskadi \| + 0 s \| \| 4e \| Wladimir Belli \| Italie \| Festina-Lotus \| + 4 s \| \| 5e \| Unai Osa \| Espagne \| Banesto \| + 7 s \| \| 6e \| Gilles Bouvard \| France \| Home Market-Ville de Charleroi \| + 15 s \| \| 7e \| Alexandre Vinokourov \| Kazakhstan \| Casino \| + 15 s \| \| 8e \| Cédric Vasseur \| France \| Crédit Agricole \| + 38 s \| \| 9e \| Kurt Van de Wouwer \| Belgique \| Lotto-Mobistar \| + 1 min 02 s \| \| 10e \| Roberto Laiseka \| Espagne \| Euskaltel-Euskadi \| + 1 min 02 s \| |                      |            |                                 |                 |
| |                      |            |                                 |                 |
| |                      |            |                                 |                 |
| Classement de l'étape |                      |            |                                 |                 |
| Coureur | Coureur              | Pays       | Équipe                          | Temps           |
| 1er | David Moncoutié      | France     | Cofidis-Le Crédit par Téléphone | 5 h 03 min 29 s |
| 2e | Kevin Livingston     | États-Unis | US Postal Service               | + 0 s           |
| 3e | Joseba Beloki        | Espagne    | Euskaltel-Euskadi               | + 0 s           |
| 4e | Wladimir Belli       | Italie     | Festina-Lotus                   | + 4 s           |
| 5e | Unai Osa             | Espagne    | Banesto                         | + 7 s           |
| 6e | Gilles Bouvard       | France     | Home Market-Ville de Charleroi  | + 15 s          |
| 7e | Alexandre Vinokourov | Kazakhstan | Casino                          | + 15 s          |
| 8e | Cédric Vasseur       | France     | Crédit Agricole                 | + 38 s          |
| 9e | Kurt Van de Wouwer   | Belgique   | Lotto-Mobistar                  | + 1 min 02 s    |
| 10e | Roberto Laiseka      | Espagne    | Euskaltel-Euskadi               | + 1 min 02 s    |

| \| Classement général \| Classement général \| Classement général \| Classement général \| Classement général \| \| Coureur \| Coureur \| Pays \| Équipe \| Temps \| \| ------------------ \| -------------------- \| ------------------ \| ------------------------------ \| ------------------ \| \| 1er \| Alexandre Vinokourov \| Kazakhstan \| Casino \| 26 h 25 min 42 s \| \| 2e \| Jonathan Vaughters \| États-Unis \| US Postal Service \| + 1 min 14 s \| \| 3e \| Wladimir Belli \| Italie \| Festina-Lotus \| + 3 min 48 s \| \| 4e \| Joseba Beloki \| Espagne \| Euskaltel-Euskadi \| + 3 min 57 s \| \| 5e \| Stéphane Heulot \| France \| La Française des jeux \| + 4 min 35 s \| \| 6e \| Kevin Livingston \| États-Unis \| US Postal Service \| + 4 min 47 s \| \| 7e \| Unai Osa \| Espagne \| Banesto \| + 4 min 48 s \| \| 8e \| Lance Armstrong \| États-Unis \| US Postal Service \| DQ \| \| 9e \| François Simon \| France \| Crédit Agricole \| + 6 min 37 s \| \| 10e \| Gilles Bouvard \| France \| Home Market-Ville de Charleroi \| + 6 min 41 s \| |                      |            |                                |                  |
| |                      |            |                                |                  |
| |                      |            |                                |                  |
| Classement général |                      |            |                                |                  |
| Coureur | Coureur              | Pays       | Équipe                         | Temps            |
| 1er | Alexandre Vinokourov | Kazakhstan | Casino                         | 26 h 25 min 42 s |
| 2e | Jonathan Vaughters   | États-Unis | US Postal Service              | + 1 min 14 s     |
| 3e | Wladimir Belli       | Italie     | Festina-Lotus                  | + 3 min 48 s     |
| 4e | Joseba Beloki        | Espagne    | Euskaltel-Euskadi              | + 3 min 57 s     |
| 5e | Stéphane Heulot      | France     | La Française des jeux          | + 4 min 35 s     |
| 6e | Kevin Livingston     | États-Unis | US Postal Service              | + 4 min 47 s     |
| 7e | Unai Osa             | Espagne    | Banesto                        | + 4 min 48 s     |
| 8e | Lance Armstrong      | États-Unis | US Postal Service              | DQ               |
| 9e | François Simon       | France     | Crédit Agricole                | + 6 min 37 s     |
| 10e | Gilles Bouvard       | France     | Home Market-Ville de Charleroi | + 6 min 41 s     |

### 7eétape
Victoire en solitaire de Christophe Bassons après une longue échappée. Alexandre Vinokourov remporte le Critérium du Dauphiné.
| \| Classement de l'étape \| Classement de l'étape \| Classement de l'étape \| Classement de l'étape \| Classement de l'étape \| \| Coureur \| Coureur \| Pays \| Équipe \| Temps \| \| --------------------- \| --------------------- \| --------------------- \| --------------------- \| --------------------- \| \| 1er \| Christophe Bassons \| France \| La Française des jeux \| 3 h 58 min 18 s \| \| 2e \| Lance Armstrong \| États-Unis \| US Postal Service \| DQ \| \| 3e \| Geert Verheyen \| Belgique \| Lotto-Mobistar \| + 1 min 19 s \| \| 4e \| Stéphane Heulot \| France \| La Française des jeux \| + 1 min 19 s \| \| 5e \| Wladimir Belli \| Italie \| Festina-Lotus \| + 1 min 19 s \| \| 6e \| François Simon \| France \| Crédit Agricole \| + 1 min 19 s \| \| 7e \| Christophe Moreau \| France \| Festina-Lotus \| + 1 min 19 s \| \| 8e \| Cédric Vasseur \| France \| Crédit Agricole \| + 1 min 19 s \| \| 9e \| Unai Osa \| Espagne \| Banesto \| + 1 min 19 s \| \| 10e \| Jens Voigt \| Allemagne \| Crédit Agricole \| + 1 min 19 s \| |                    |            |                       |                 |
| |                    |            |                       |                 |
| |                    |            |                       |                 |
| Classement de l'étape |                    |            |                       |                 |
| Coureur | Coureur            | Pays       | Équipe                | Temps           |
| 1er | Christophe Bassons | France     | La Française des jeux | 3 h 58 min 18 s |
| 2e | Lance Armstrong    | États-Unis | US Postal Service     | DQ              |
| 3e | Geert Verheyen     | Belgique   | Lotto-Mobistar        | + 1 min 19 s    |
| 4e | Stéphane Heulot    | France     | La Française des jeux | + 1 min 19 s    |
| 5e | Wladimir Belli     | Italie     | Festina-Lotus         | + 1 min 19 s    |
| 6e | François Simon     | France     | Crédit Agricole       | + 1 min 19 s    |
| 7e | Christophe Moreau  | France     | Festina-Lotus         | + 1 min 19 s    |
| 8e | Cédric Vasseur     | France     | Crédit Agricole       | + 1 min 19 s    |
| 9e | Unai Osa           | Espagne    | Banesto               | + 1 min 19 s    |
| 10e | Jens Voigt         | Allemagne  | Crédit Agricole       | + 1 min 19 s    |

## Évolution des classements
| Étape              | Vainqueur            | Classement général   | Classement de la montagne | Classement par points | Classement du combiné |
| ------------------ | -------------------- | -------------------- | ------------------------- | --------------------- | --------------------- |
| Prologue           | Lance Armstrong      | Lance Armstrong      | Wladimir Belli            | Lance Armstrong       | Laurent Brochard      |
| 1re étape          | Christophe Oriol     | Lance Armstrong      | Wladimir Belli            | Alexandre Vinokourov  | Laurent Brochard      |
| 2e étape           | Alexandre Vinokourov | Alexandre Vinokourov | Wladimir Belli            | Alexandre Vinokourov  | Thierry Bourguignon   |
| 3e étape           | Jonathan Vaughters   | Jonathan Vaughters   | Wladimir Belli            | Alexandre Vinokourov  | Jonathan Vaughters    |
| 4e étape           | Laurent Desbiens     | Jonathan Vaughters   | Wladimir Belli            | Alexandre Vinokourov  | Jonathan Vaughters    |
| 5e étape           | Laurent Madouas      | Jonathan Vaughters   | Wladimir Belli            | Alexandre Vinokourov  | Jonathan Vaughters    |
| 6e étape           | David Moncoutié      | Alexandre Vinokourov | Wladimir Belli            | Alexandre Vinokourov  | Wladimir Belli        |
| 7e étape           | Christophe Bassons   | Alexandre Vinokourov | Wladimir Belli            | Alexandre Vinokourov  | Wladimir Belli        |
| Classements finals | Classements finals   | Alexandre Vinokourov | Wladimir Belli            | Alexandre Vinokourov  | Wladimir Belli        |

## Classements

### Classement général
L'Américain Lance Armstrong est disqualifié en octobre 2012 pour plusieurs infractions à la réglementation antidopage.
| \| Classement général \| Classement général \| Classement général \| Classement général \| Classement général \| \| Coureur \| Coureur \| Pays \| Équipe \| Temps \| \| ------------------ \| -------------------- \| ------------------ \| ------------------------------ \| ------------------ \| \| 1er \| Alexandre Vinokourov \| Kazakhstan \| Casino \| 30 h 25 min 19 s \| \| 2e \| Jonathan Vaughters \| États-Unis \| US Postal Service \| + 1 min 14 s \| \| 3e \| Wladimir Belli \| Italie \| Festina-Lotus \| + 3 min 48 s \| \| 4e \| Joseba Beloki \| Espagne \| Euskaltel-Euskadi \| + 3 min 57 s \| \| 5e \| Stéphane Heulot \| France \| La Française des jeux \| + 4 min 35 s \| \| 6e \| Kevin Livingston \| États-Unis \| US Postal Service \| + 4 min 47 s \| \| 7e \| Unai Osa \| Espagne \| Banesto \| + 4 min 48 s \| \| 8e \| Lance Armstrong \| États-Unis \| US Postal Service \| DQ \| \| 9e \| François Simon \| France \| Crédit Agricole \| + 6 min 37 s \| \| 10e \| Gilles Bouvard \| France \| Home Market-Ville de Charleroi \| + 6 min 41 s \| |                      |            |                                |                  |
| |                      |            |                                |                  |
| |                      |            |                                |                  |
| Classement général |                      |            |                                |                  |
| Coureur | Coureur              | Pays       | Équipe                         | Temps            |
| 1er | Alexandre Vinokourov | Kazakhstan | Casino                         | 30 h 25 min 19 s |
| 2e | Jonathan Vaughters   | États-Unis | US Postal Service              | + 1 min 14 s     |
| 3e | Wladimir Belli       | Italie     | Festina-Lotus                  | + 3 min 48 s     |
| 4e | Joseba Beloki        | Espagne    | Euskaltel-Euskadi              | + 3 min 57 s     |
| 5e | Stéphane Heulot      | France     | La Française des jeux          | + 4 min 35 s     |
| 6e | Kevin Livingston     | États-Unis | US Postal Service              | + 4 min 47 s     |
| 7e | Unai Osa             | Espagne    | Banesto                        | + 4 min 48 s     |
| 8e | Lance Armstrong      | États-Unis | US Postal Service              | DQ               |
| 9e | François Simon       | France     | Crédit Agricole                | + 6 min 37 s     |
| 10e | Gilles Bouvard       | France     | Home Market-Ville de Charleroi | + 6 min 41 s     |

### Classements annexes
| Classement par points | Classement par points | Classement par points | Classement par points | Classement par points |
| Coureur               | Coureur               | Pays                  | Équipe                | Points                |
| --------------------- | --------------------- | --------------------- | --------------------- | --------------------- |
| 1er                   | Alexandre Vinokourov  | Kazakhstan            | Casino                | 101 pts               |
| 2e                    | Stéphane Heulot       | France                | La Française des jeux | 65 pts                |
| 3e                    | Wladimir Belli        | Italie                | Festina-Lotus         | 60 pts                |
| 4e                    | Lance Armstrong       | États-Unis            | US Postal Service     | DQ                    |
| 5e                    | François Simon        | France                | Crédit Agricole       | 47 pts                |
| 6e                    | Joseba Beloki         | Espagne               | Euskaltel-Euskadi     | 42 pts                |
| 7e                    | Unai Osa              | Espagne               | Banesto               | 42 pts                |
| 8e                    | Christophe Bassons    | France                | La Française des jeux | 40 pts                |
| 9e                    | Kevin Livingston      | États-Unis            | US Postal Service     | 40 pts                |
| 10e                   | Jonathan Vaughters    | États-Unis            | US Postal Service     | 37 pts                |

| Classement par points | Classement par points | Classement par points | Classement par points | Classement par points |
| Coureur               | Coureur               | Pays                  | Équipe                | Points                |
| --------------------- | --------------------- | --------------------- | --------------------- | --------------------- |
| 1er                   | Alexandre Vinokourov  | Kazakhstan            | Casino                | 101 pts               |
| 2e                    | Stéphane Heulot       | France                | La Française des jeux | 65 pts                |
| 3e                    | Wladimir Belli        | Italie                | Festina-Lotus         | 60 pts                |
| 4e                    | Lance Armstrong       | États-Unis            | US Postal Service     | DQ                    |
| 5e                    | François Simon        | France                | Crédit Agricole       | 47 pts                |
| 6e                    | Joseba Beloki         | Espagne               | Euskaltel-Euskadi     | 42 pts                |
| 7e                    | Unai Osa              | Espagne               | Banesto               | 42 pts                |
| 8e                    | Christophe Bassons    | France                | La Française des jeux | 40 pts                |
| 9e                    | Kevin Livingston      | États-Unis            | US Postal Service     | 40 pts                |
| 10e                   | Jonathan Vaughters    | États-Unis            | US Postal Service     | 37 pts                |

| Classement de la montagne | Classement de la montagne | Classement de la montagne | Classement de la montagne       | Classement de la montagne |
| Coureur                   | Coureur                   | Pays                      | Équipe                          | Points                    |
| ------------------------- | ------------------------- | ------------------------- | ------------------------------- | ------------------------- |
| 1er                       | Wladimir Belli            | Italie                    | Festina-Lotus                   | 132 pts                   |
| 2e                        | Kevin Livingston          | États-Unis                | US Postal Service               | 126 pts                   |
| 3e                        | Christophe Moreau         | France                    | Festina-Lotus                   | 78 pts                    |
| 4e                        | Joseba Beloki             | Espagne                   | Euskaltel-Euskadi               | 62 pts                    |
| 5e                        | Unai Osa                  | Espagne                   | Banesto                         | 53 pts                    |
| 6e                        | Jonathan Vaughters        | États-Unis                | US Postal Service               | 52 pts                    |
| 7e                        | David Moncoutié           | France                    | Cofidis-Le Crédit par Téléphone | 50 pts                    |
| 8e                        | Lance Armstrong           | États-Unis                | US Postal Service               | DQ                        |
| 9e                        | Alexandre Vinokourov      | Kazakhstan                | Casino                          | 45 pts                    |
| 10e                       | Cédric Vasseur            | France                    | Crédit Agricole                 | 44 pts                    |

| Classement de la montagne | Classement de la montagne | Classement de la montagne | Classement de la montagne       | Classement de la montagne |
| Coureur                   | Coureur                   | Pays                      | Équipe                          | Points                    |
| ------------------------- | ------------------------- | ------------------------- | ------------------------------- | ------------------------- |
| 1er                       | Wladimir Belli            | Italie                    | Festina-Lotus                   | 132 pts                   |
| 2e                        | Kevin Livingston          | États-Unis                | US Postal Service               | 126 pts                   |
| 3e                        | Christophe Moreau         | France                    | Festina-Lotus                   | 78 pts                    |
| 4e                        | Joseba Beloki             | Espagne                   | Euskaltel-Euskadi               | 62 pts                    |
| 5e                        | Unai Osa                  | Espagne                   | Banesto                         | 53 pts                    |
| 6e                        | Jonathan Vaughters        | États-Unis                | US Postal Service               | 52 pts                    |
| 7e                        | David Moncoutié           | France                    | Cofidis-Le Crédit par Téléphone | 50 pts                    |
| 8e                        | Lance Armstrong           | États-Unis                | US Postal Service               | DQ                        |
| 9e                        | Alexandre Vinokourov      | Kazakhstan                | Casino                          | 45 pts                    |
| 10e                       | Cédric Vasseur            | France                    | Crédit Agricole                 | 44 pts                    |

| Classement du combiné | Classement du combiné | Classement du combiné | Classement du combiné | Classement du combiné |
| Coureur               | Coureur               | Pays                  | Équipe                | Points                |
| --------------------- | --------------------- | --------------------- | --------------------- | --------------------- |

| Classement du combiné | Classement du combiné | Classement du combiné | Classement du combiné | Classement du combiné |
| Coureur               | Coureur               | Pays                  | Équipe                | Points                |
| --------------------- | --------------------- | --------------------- | --------------------- | --------------------- |

| Classement par équipes | Classement par équipes | Classement par équipes | Classement par équipes |
| Équipe                 | Équipe                 | Pays                   | Temps                  |
| ---------------------- | ---------------------- | ---------------------- | ---------------------- |

| Classement par équipes | Classement par équipes | Classement par équipes | Classement par équipes |
| Équipe                 | Équipe                 | Pays                   | Temps                  |
| ---------------------- | ---------------------- | ---------------------- | ---------------------- |

## Liste des participants
| Banesto BAN | Banesto BAN                      | Banesto BAN |
| ----------- | -------------------------------- | ----------- |
| Num         | Coureur                          | Pos         |
| 1           | Dariusz Baranowski (POL)         |             |
| 2           | César Solaun (ESP)               |             |
| 3           | Unai Osa (ESP)                   |             |
| 4           | José Vicente García Acosta (ESP) |             |
| 5           | Jon Odriozola (ESP)              |             |
| 6           | Aitor Garmendia (ESP)            |             |
| 7           | Pablo Lastras (ESP)              |             |
| 8           | Francisco Mancebo (ESP)          |             |

| Lotto-Mobistar ___ | Lotto-Mobistar ___        | Lotto-Mobistar ___ |
| ------------------ | ------------------------- | ------------------ |
| Num                | Coureur                   | Pos                |
| 11                 | Mario Aerts (BEL)         |                    |
| 12                 | Sébastien Demarbaix (BEL) |                    |
| 13                 | Chris Peers (BEL)         |                    |
| 14                 | Kurt Van de Wouwer (BEL)  |                    |
| 15                 | Paul Van Hyfte (BEL)      |                    |
| 16                 | Rik Verbrugghe (BEL)      |                    |
| 18                 | Peter Wuyts (BEL)         |                    |

| US Postal Service USP | US Postal Service USP       | US Postal Service USP |
| --------------------- | --------------------------- | --------------------- |
| Num                   | Coureur                     | Pos                   |
| 21                    | Lance Armstrong (USA)       |                       |
| 22                    | Pascal Deramé (FRA)         |                       |
| 23                    | David George (RSA)          |                       |
| 24                    | Tyler Hamilton (USA)        |                       |
| 25                    | Kevin Livingston (USA)      |                       |
| 26                    | Glenn Magnusson (SWE)       |                       |
| 27                    | Peter Meinert-Nielsen (DEN) |                       |
| 28                    | Jonathan Vaughters (USA)    |                       |

| Festina-Lotus FES | Festina-Lotus FES         | Festina-Lotus FES |
| ----------------- | ------------------------- | ----------------- |
| Num               | Coureur                   | Pos               |
| 31                | Wladimir Belli (ITA)      |                   |
| 32                | Laurent Brochard (FRA)    |                   |
| 33                | Patrice Halgand (FRA)     |                   |
| 34                | Andrei Kivilev (KAZ)      |                   |
| 35                | Laurent Lefèvre (FRA)     |                   |
| 36                | Laurent Madouas (FRA)     |                   |
| 37                | Christophe Moreau (FRA)   |                   |
| 38                | Francisque Teyssier (FRA) |                   |

| Crédit Agricole C.A | Crédit Agricole C.A      | Crédit Agricole C.A |
| ------------------- | ------------------------ | ------------------- |
| Num                 | Coureur                  | Pos                 |
| 41                  | Chris Boardman (GBR)     |                     |
| 42                  | Anthony Langella (FRA)   |                     |
| 43                  | Sébastien Hinault (FRA)  |                     |
| 44                  | Christopher Jenner (NZL) |                     |
| 45                  | Frédéric Moncassin (FRA) |                     |
| 46                  | François Simon (FRA)     |                     |
| 47                  | Cédric Vasseur (FRA)     |                     |
| 48                  | Jens Voigt (GER)         |                     |

| BigMat-Auber 93 BIG | BigMat-Auber 93 BIG       | BigMat-Auber 93 BIG |
| ------------------- | ------------------------- | ------------------- |
| Num                 | Coureur                   | Pos                 |
| 51                  | Philippe Bordenave (FRA)  |                     |
| 52                  | Thierry Bourguignon (FRA) |                     |
| 53                  | Christophe Capelle (FRA)  |                     |
| 54                  | Carlos Da Cruz (FRA)      |                     |
| 55                  | Guillaume Auger (FRA)     |                     |
| 56                  | Dominique Rault (FRA)     |                     |
| 57                  | Lylian Lebreton (FRA)     |                     |
| 58                  | Alexei Sivakov (RUS)      |                     |

| Casino ___ | Casino ___                 | Casino ___ |
| ---------- | -------------------------- | ---------- |
| Num        | Coureur                    | Pos        |
| 61         | Stéphane Barthe (FRA)      |            |
| 62         | Frédéric Bessy (FRA)       |            |
| 63         | Pascal Chanteur (FRA)      |            |
| 64         | Fabrice Gougot (FRA)       |            |
| 65         | Christophe Oriol (FRA)     |            |
| 66         | David Delrieu (FRA)        |            |
| 67         | Benoît Salmon (FRA)        |            |
| 68         | Alexandre Vinokourov (KAZ) |            |

| Cofidis-Le Crédit par Téléphone COF | Cofidis-Le Crédit par Téléphone COF | Cofidis-Le Crédit par Téléphone COF |
| ----------------------------------- | ----------------------------------- | ----------------------------------- |
| Num                                 | Coureur                             | Pos                                 |
| 71                                  | Bobby Julich (USA)                  |                                     |
| 72                                  | Christophe Rinero (FRA)             |                                     |
| 73                                  | Laurent Desbiens (FRA)              |                                     |
| 74                                  | Steve De Wolf (BEL)                 |                                     |
| 75                                  | Peter Farazijn (BEL)                |                                     |
| 76                                  | Nicolas Jalabert (FRA)              |                                     |
| 77                                  | David Millar (GBR)                  |                                     |
| 78                                  | David Moncoutié (FRA)               |                                     |

| La Française des jeux FDJ | La Française des jeux FDJ | La Française des jeux FDJ |
| ------------------------- | ------------------------- | ------------------------- |
| Num                       | Coureur                   | Pos                       |
| 81                        | Stéphane Heulot (FRA)     |                           |
| 82                        | Christophe Bassons (FRA)  |                           |
| 83                        | Cyril Saugrain (FRA)      |                           |
| 84                        | Nicolas Vogondy (FRA)     |                           |
| 85                        | Bradley McGee (AUS)       |                           |
| 86                        | Anthony Morin (FRA)       |                           |
| 87                        | Damien Nazon (FRA)        |                           |
| 88                        | Jean-Cyril Robin (FRA)    |                           |

| Vitalicio Seguros-Grupo Generali VIT | Vitalicio Seguros-Grupo Generali VIT | Vitalicio Seguros-Grupo Generali VIT |
| ------------------------------------ | ------------------------------------ | ------------------------------------ |
| Num                                  | Coureur                              | Pos                                  |
| 91                                   | Ángel Casero (ESP)                   |                                      |
| 92                                   | Elio Aggiano (ITA)                   |                                      |
| 93                                   | Francisco Tomás García (ESP)         |                                      |
| 94                                   | David García Marquina (ESP)          |                                      |
| 95                                   | Iñigo González de Heredia (ESP)      |                                      |
| 96                                   | Ernesto Manchón (ESP)                |                                      |
| 97                                   | Ramón Medina (ESP)                   |                                      |
| 98                                   | Iván Parra (COL)                     |                                      |

| Euskaltel-Euskadi EUS | Euskaltel-Euskadi EUS         | Euskaltel-Euskadi EUS |
| --------------------- | ----------------------------- | --------------------- |
| Num                   | Coureur                       | Pos                   |
| 101                   | Joseba Beloki (ESP)           |                       |
| 102                   | Ángel Castresana (ESP)        |                       |
| 103                   | Íñigo Chaurreau (ESP)         |                       |
| 104                   | Txema del Olmo (ESP)          |                       |
| 105                   | Bingen Fernández (ESP)        |                       |
| 106                   | Aitor Silloniz (ESP)          |                       |
| 107                   | Roberto Laiseka (ESP)         |                       |
| 108                   | Alberto López de Munain (ESP) |                       |

| Home Market-Ville de Charleroi HOM | Home Market-Ville de Charleroi HOM | Home Market-Ville de Charleroi HOM |
| ---------------------------------- | ---------------------------------- | ---------------------------------- |
| Num                                | Coureur                            | Pos                                |
| 111                                | Jérôme Bernard (FRA)               |                                    |
| 112                                | Gilles Bouvard (FRA)               |                                    |
| 113                                | Vincent Cali (FRA)                 |                                    |
| 114                                | Ludovic Capelle (BEL)              |                                    |
| 115                                | Stéphane Cueff (FRA)               |                                    |
| 116                                | Frédéric Gabriel (FRA)             |                                    |
| 117                                | Charles Guilbert (FRA)             |                                    |
| 118                                | Laurent Pillon (FRA)               |                                    |

| Banesto BAN | Banesto BAN                      | Banesto BAN |
| ----------- | -------------------------------- | ----------- |
| Num         | Coureur                          | Pos         |
| 1           | Dariusz Baranowski (POL)         |             |
| 2           | César Solaun (ESP)               |             |
| 3           | Unai Osa (ESP)                   |             |
| 4           | José Vicente García Acosta (ESP) |             |
| 5           | Jon Odriozola (ESP)              |             |
| 6           | Aitor Garmendia (ESP)            |             |
| 7           | Pablo Lastras (ESP)              |             |
| 8           | Francisco Mancebo (ESP)          |             |

| Lotto-Mobistar ___ | Lotto-Mobistar ___        | Lotto-Mobistar ___ |
| ------------------ | ------------------------- | ------------------ |
| Num                | Coureur                   | Pos                |
| 11                 | Mario Aerts (BEL)         |                    |
| 12                 | Sébastien Demarbaix (BEL) |                    |
| 13                 | Chris Peers (BEL)         |                    |
| 14                 | Kurt Van de Wouwer (BEL)  |                    |
| 15                 | Paul Van Hyfte (BEL)      |                    |
| 16                 | Rik Verbrugghe (BEL)      |                    |
| 18                 | Peter Wuyts (BEL)         |                    |

| US Postal Service USP | US Postal Service USP       | US Postal Service USP |
| --------------------- | --------------------------- | --------------------- |
| Num                   | Coureur                     | Pos                   |
| 21                    | Lance Armstrong (USA)       |                       |
| 22                    | Pascal Deramé (FRA)         |                       |
| 23                    | David George (RSA)          |                       |
| 24                    | Tyler Hamilton (USA)        |                       |
| 25                    | Kevin Livingston (USA)      |                       |
| 26                    | Glenn Magnusson (SWE)       |                       |
| 27                    | Peter Meinert-Nielsen (DEN) |                       |
| 28                    | Jonathan Vaughters (USA)    |                       |

| Festina-Lotus FES | Festina-Lotus FES         | Festina-Lotus FES |
| ----------------- | ------------------------- | ----------------- |
| Num               | Coureur                   | Pos               |
| 31                | Wladimir Belli (ITA)      |                   |
| 32                | Laurent Brochard (FRA)    |                   |
| 33                | Patrice Halgand (FRA)     |                   |
| 34                | Andrei Kivilev (KAZ)      |                   |
| 35                | Laurent Lefèvre (FRA)     |                   |
| 36                | Laurent Madouas (FRA)     |                   |
| 37                | Christophe Moreau (FRA)   |                   |
| 38                | Francisque Teyssier (FRA) |                   |

| Crédit Agricole C.A | Crédit Agricole C.A      | Crédit Agricole C.A |
| ------------------- | ------------------------ | ------------------- |
| Num                 | Coureur                  | Pos                 |
| 41                  | Chris Boardman (GBR)     |                     |
| 42                  | Anthony Langella (FRA)   |                     |
| 43                  | Sébastien Hinault (FRA)  |                     |
| 44                  | Christopher Jenner (NZL) |                     |
| 45                  | Frédéric Moncassin (FRA) |                     |
| 46                  | François Simon (FRA)     |                     |
| 47                  | Cédric Vasseur (FRA)     |                     |
| 48                  | Jens Voigt (GER)         |                     |

| BigMat-Auber 93 BIG | BigMat-Auber 93 BIG       | BigMat-Auber 93 BIG |
| ------------------- | ------------------------- | ------------------- |
| Num                 | Coureur                   | Pos                 |
| 51                  | Philippe Bordenave (FRA)  |                     |
| 52                  | Thierry Bourguignon (FRA) |                     |
| 53                  | Christophe Capelle (FRA)  |                     |
| 54                  | Carlos Da Cruz (FRA)      |                     |
| 55                  | Guillaume Auger (FRA)     |                     |
| 56                  | Dominique Rault (FRA)     |                     |
| 57                  | Lylian Lebreton (FRA)     |                     |
| 58                  | Alexei Sivakov (RUS)      |                     |

| Casino ___ | Casino ___                 | Casino ___ |
| ---------- | -------------------------- | ---------- |
| Num        | Coureur                    | Pos        |
| 61         | Stéphane Barthe (FRA)      |            |
| 62         | Frédéric Bessy (FRA)       |            |
| 63         | Pascal Chanteur (FRA)      |            |
| 64         | Fabrice Gougot (FRA)       |            |
| 65         | Christophe Oriol (FRA)     |            |
| 66         | David Delrieu (FRA)        |            |
| 67         | Benoît Salmon (FRA)        |            |
| 68         | Alexandre Vinokourov (KAZ) |            |

| Cofidis-Le Crédit par Téléphone COF | Cofidis-Le Crédit par Téléphone COF | Cofidis-Le Crédit par Téléphone COF |
| ----------------------------------- | ----------------------------------- | ----------------------------------- |
| Num                                 | Coureur                             | Pos                                 |
| 71                                  | Bobby Julich (USA)                  |                                     |
| 72                                  | Christophe Rinero (FRA)             |                                     |
| 73                                  | Laurent Desbiens (FRA)              |                                     |
| 74                                  | Steve De Wolf (BEL)                 |                                     |
| 75                                  | Peter Farazijn (BEL)                |                                     |
| 76                                  | Nicolas Jalabert (FRA)              |                                     |
| 77                                  | David Millar (GBR)                  |                                     |
| 78                                  | David Moncoutié (FRA)               |                                     |

| La Française des jeux FDJ | La Française des jeux FDJ | La Française des jeux FDJ |
| ------------------------- | ------------------------- | ------------------------- |
| Num                       | Coureur                   | Pos                       |
| 81                        | Stéphane Heulot (FRA)     |                           |
| 82                        | Christophe Bassons (FRA)  |                           |
| 83                        | Cyril Saugrain (FRA)      |                           |
| 84                        | Nicolas Vogondy (FRA)     |                           |
| 85                        | Bradley McGee (AUS)       |                           |
| 86                        | Anthony Morin (FRA)       |                           |
| 87                        | Damien Nazon (FRA)        |                           |
| 88                        | Jean-Cyril Robin (FRA)    |                           |

| Vitalicio Seguros-Grupo Generali VIT | Vitalicio Seguros-Grupo Generali VIT | Vitalicio Seguros-Grupo Generali VIT |
| ------------------------------------ | ------------------------------------ | ------------------------------------ |
| Num                                  | Coureur                              | Pos                                  |
| 91                                   | Ángel Casero (ESP)                   |                                      |
| 92                                   | Elio Aggiano (ITA)                   |                                      |
| 93                                   | Francisco Tomás García (ESP)         |                                      |
| 94                                   | David García Marquina (ESP)          |                                      |
| 95                                   | Iñigo González de Heredia (ESP)      |                                      |
| 96                                   | Ernesto Manchón (ESP)                |                                      |
| 97                                   | Ramón Medina (ESP)                   |                                      |
| 98                                   | Iván Parra (COL)                     |                                      |

| Euskaltel-Euskadi EUS | Euskaltel-Euskadi EUS         | Euskaltel-Euskadi EUS |
| --------------------- | ----------------------------- | --------------------- |
| Num                   | Coureur                       | Pos                   |
| 101                   | Joseba Beloki (ESP)           |                       |
| 102                   | Ángel Castresana (ESP)        |                       |
| 103                   | Íñigo Chaurreau (ESP)         |                       |
| 104                   | Txema del Olmo (ESP)          |                       |
| 105                   | Bingen Fernández (ESP)        |                       |
| 106                   | Aitor Silloniz (ESP)          |                       |
| 107                   | Roberto Laiseka (ESP)         |                       |
| 108                   | Alberto López de Munain (ESP) |                       |

| Home Market-Ville de Charleroi HOM | Home Market-Ville de Charleroi HOM | Home Market-Ville de Charleroi HOM |
| ---------------------------------- | ---------------------------------- | ---------------------------------- |
| Num                                | Coureur                            | Pos                                |
| 111                                | Jérôme Bernard (FRA)               |                                    |
| 112                                | Gilles Bouvard (FRA)               |                                    |
| 113                                | Vincent Cali (FRA)                 |                                    |
| 114                                | Ludovic Capelle (BEL)              |                                    |
| 115                                | Stéphane Cueff (FRA)               |                                    |
| 116                                | Frédéric Gabriel (FRA)             |                                    |
| 117                                | Charles Guilbert (FRA)             |                                    |
| 118                                | Laurent Pillon (FRA)               |                                    |